# Nackben
| Nackbenets utsida, kaudal vy. |
| Nackbenets insida, krnaiell vy. |
| Nackbenet, utsida respektive insida. Muskelfästen markerade i rött.                                                                  |
| Midsagittalsnitt genom nackbenet och de tre översta cervikalkotorna.                                                                 |
| Midsagittalsnitt genom nackbenet och de tre översta cervikalkotorna (vertebrae cervicales). Illustration: Gray's Anatomy, 1918. (PD) |

Nackben, occipitalben (latin: os occipitale) är, i människans skelett, ett krökt, trapetsformat ben som utgör kraniets bakre, nedre del. 
Benet har en oval öppning, stora nackhålet (foramen magnum), genom vilken ryggradskanalen (canalis vertebralis) passerar ned i ryggraden (columna vertebralis). Ventralt om öppningen finns en böjd platta som kallas squama occipitalis. Dorsalt på benet befinner sig protuberantia occipitalis externa som är muskelfäste för bland annat trapeziusmuskeln.

## Leder
Nackbenet ledar mot sex andra ben: 
- ringkotan (atlas) i atlantooccipitalleden (articulatio atlantooccipitalis)
- de två hjässbenen (os parietale)
- de två tinningbenen (os temporale)
- kilbenet (os sphenoidale)

## Muskler
- M. semispinalis capitis
- M. rectus capitis posterior major
- M. rectus capitis posterior minor
- M. obliquus capitis superior
- M. splenius capitis
- M. trapezius
- M. rectus capitis anterior
- M. rectus capitis lateralis
- M. longus capitis
- M. sternocleidomastoideus
- M. occipitalis
- M. constrictor pharyngis superior
- Musculus longus colli

## Ossifikation

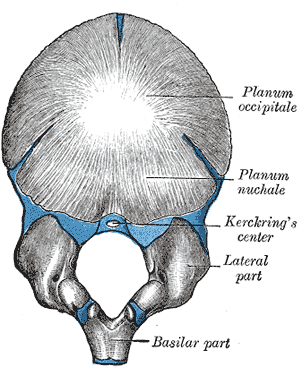
Nackben hos nyfödd